# الرحلة رقم 32 لشركة سانسا
الرحلة رقم 32 لشركة سانسا كانت رحلة داخلية في كوستاريكا، تعرضت لحادث مميت في 15 يناير 1990. أقلعت الطائرة، وهي من طراز كاسا سي-212 أفيوكار، من مطار خوان سانتاماريا الدولي في العاصمة سان خوسيه متجهة إلى مطار بالمار سور، لكنها اصطدمت بجبل سيرو سيدرال بعد وقت قصير من الإقلاع. أسفر الحادث عن مقتل جميع من كانوا على متنها، وعددهم 23 شخصًا، بينهم 20 راكبًا و3 من أفراد الطاقم. يُعد هذا الحادث من أسوأ الكوارث الجوية في تاريخ كوستاريكا.

## تسلسل الحادث
أقلعت الرحلة 32 لشركة سانسا من مطار خوان سانتاماريا الدولي في الساعة 08:25 بالتوقيت المحلي، وقد أُذن لها بالصعود إلى ارتفاع 5500 قدم. بعد وقت قصير، تلقى الطاقم تعليمات جديدة بالصعود إلى ارتفاع 8500 قدم. وأثناء الصعود، اصطدمت الطائرة بجبل سيرو سيدرال على ارتفاع 7200 قدم، مما أدى إلى مقتل جميع من كانوا على متنها.

## التحقيق
كشف التحقيق أن السبب الرئيسي في الحادث هو عدم الالتزام بخطة الطيران المقترحة التي التي نُوقشت مع مراقبة الحركة الجوية، والتي كانت ستُوجّه الطائرة للطيران في ظروف جوية تعتمد على الأجهزة (IMC) بدلًا من الطيران بالرؤية (VFR). ومن العوامل المساعدة التي ساهمت في وقوع الحادث: غياب نظام الإنذار بقرب الأرض (GPWS)، وإرهاق الطيار، بالإضافة إلى غياب برنامج سلامة طيران داخل شركة سانسا.